# Стационе (Римини)
Стационе је насеље у Италији у округу Римини, региону Емилија-Ромања.
Према процени из 2011. у насељу је живело 87 становника. Насеље се налази на надморској висини од 72 м.